# Gallirallus lafresnayanus
El rascón de Nueva Caledonia (Gallirallus lafresnayanus, sin. Cabalus lafresnayanus) es una especie de ave gruiforme de la familia Rallidae endémica de Nueva Caledonia. El nombre binominal conmemora el ornitólogo francés Frédéric de Lafresnaye.

## Estado de conservación

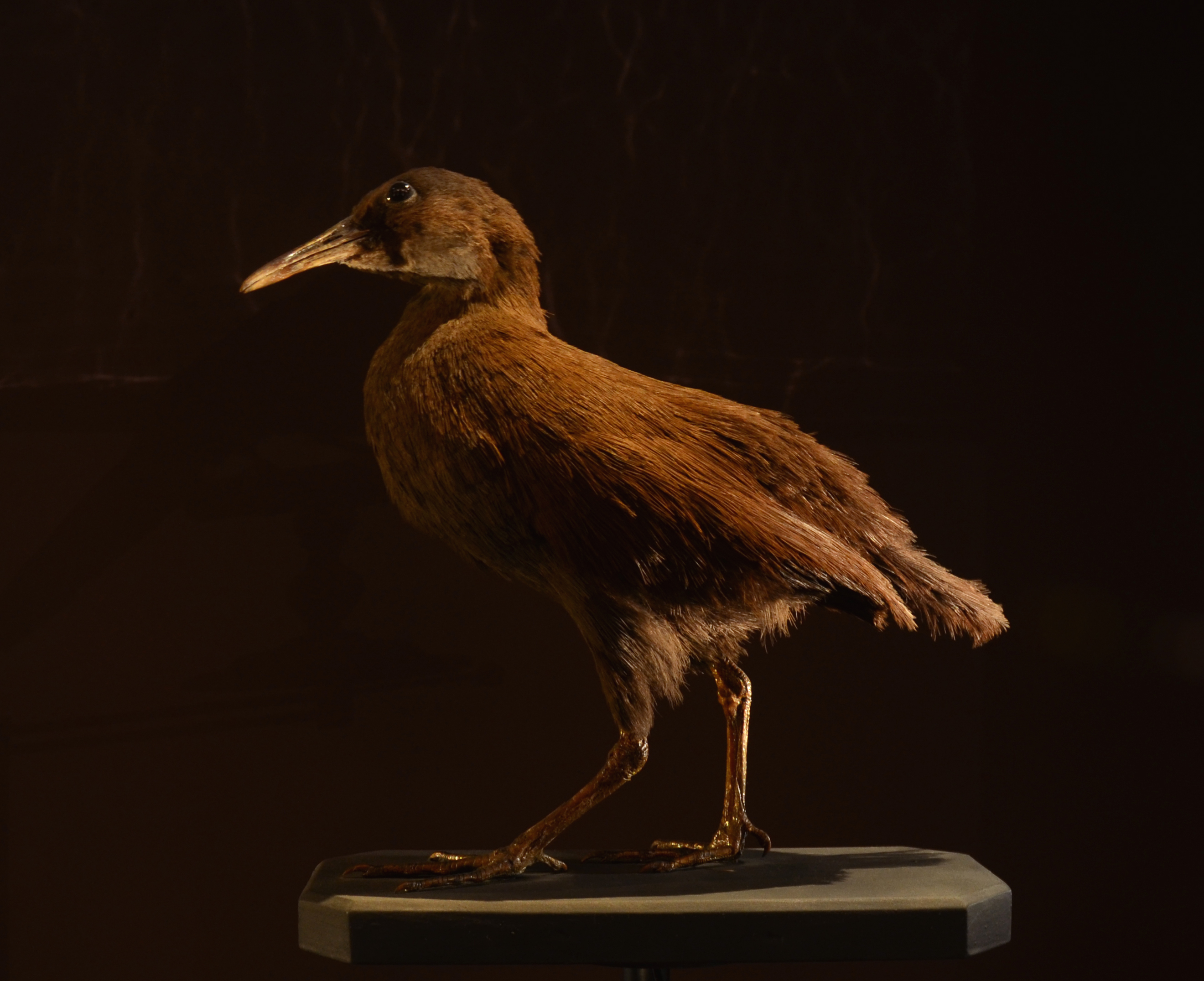
Espécimen disecado

Sólo se conoce a partir de diecisiete muestras recogidas entre 1860 y 1890 en Nueva Caledonia. Se cree que vivía en bosques de hoja perenne y al parecer pudo haberse desplazado a lo más alto de la isla para escapar de los depredadores introducidos.
Aunque no ha habido avistamientos confirmados desde 1890, informes no confirmados de los años 1960 y 1984 señalan que posiblemente exista una pequeña población en las áreas de difícil acceso en la isla. Por estas razones, esta especie está clasificada como en peligro crítico en la Lista Roja de la UICN.